# Gyalogakác
A cserjés gyalogakác vagy ámorakác vagy süketakác (Amorpha fruticosa) a kétszikűek (Magnoliopsida) osztályába a hüvelyesek (Fabales) rendjébe és a Pillangósvirágúak (Fabaceae) családjába tartozó faj.
Észak-Amerikából került Európába, ahol gyorsan elterjedt. Magyarországon a Tisza-part egyik jellemző cserjés növénye, bódító illatú, élénk lila virágainak nektárja az ámorakácméz alapja. A gyalogakácot Magyarországon az ökológusok veszélyes inváziós fajnak, az erdészek gyomfajnak tekintik.

## Leírása
3-4 méteres cserje, hosszú felálló. Kérge barnásszürke. Rügyei „bogárhát alakúak”. Levelei páratlanul szárnyasak, 11-25 levélkéből állnak, elliptikusak, a pálhácskák ár alakúak, ellenállóak. 
Virágzata 10–15 cm hosszú fürt, felálló, ibolyáskék, június-júliusi virágzással.

## Felhasználása
Kína egyes tájain, régebben Magyarországon is energiaerdő céljából telepítették, mivel fájának fűtőértéke magas (ezt a nagy illóolaj-tartalom fokozza), és a növény újratermelődése gyors. Almozásra, zöldtrágyának, komposztnak használható, vesszője fonásra alkalmas. A virágából készült ámorakácmézen kívül közvetlen fogyasztásra, valamint ételek és italok ízesítésére is használható. Az ámorakácméz kevésbé keresett, olcsóbb, mint a fehér akác méze.
Kutatások szerint – a benne található 6'-O-β-D-glucopyranosyl-12a-hydroxydalpanol, egy rotenoid vegyület segítségével – gyümölcse erősíti az immunrendszert. Növeli az érrendszer ellenálló-képességét, javítja a szívműködést.[forrás?]

## Káros jellemzői
A természetes erdők és rétek helyét veszi el. Csaknem kiirthatatlan, gyorsan terjed. Gyökérzete rongálja a töltéstestet, és megakadályozza, hogy a fű gyökeret verjen, pedig ez a töltésnek hatékony védelmet adna az áradások rongálása ellen.
A hullámtérben is kártékony: sűrű állományt képez, és ezáltal visszaduzzasztja a vizet, meglassítja az áradások levonulását.
Úszva terjedő milliónyi magva áradáskor mindenhova eljut. Sarjakkal is szaporodik.

## Képek

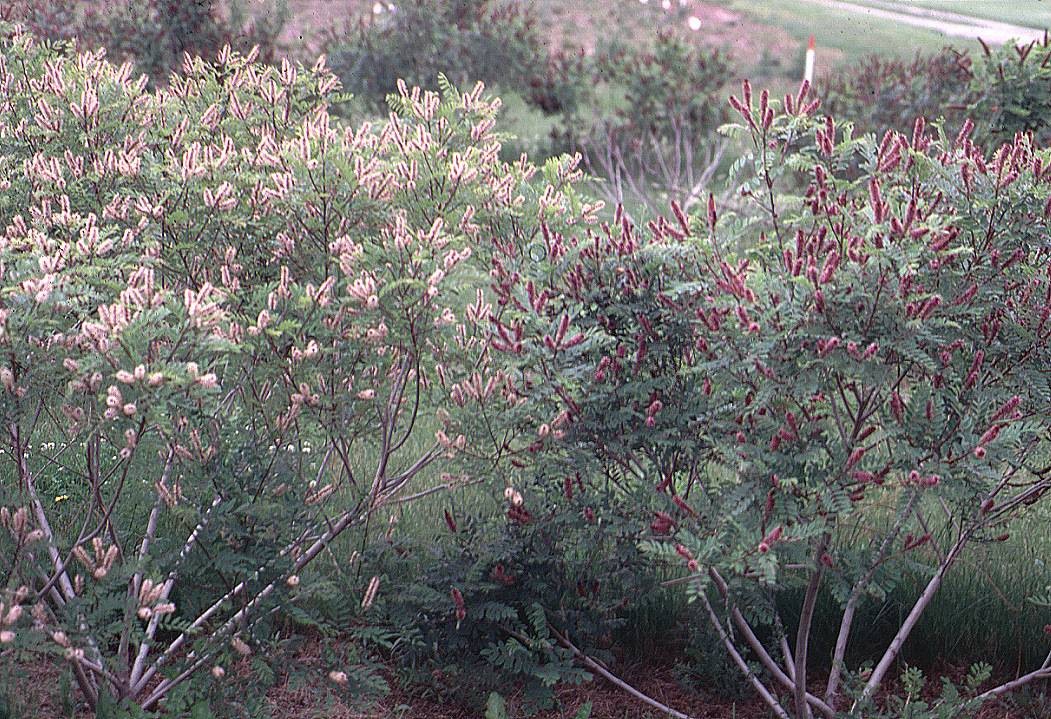
habitusa
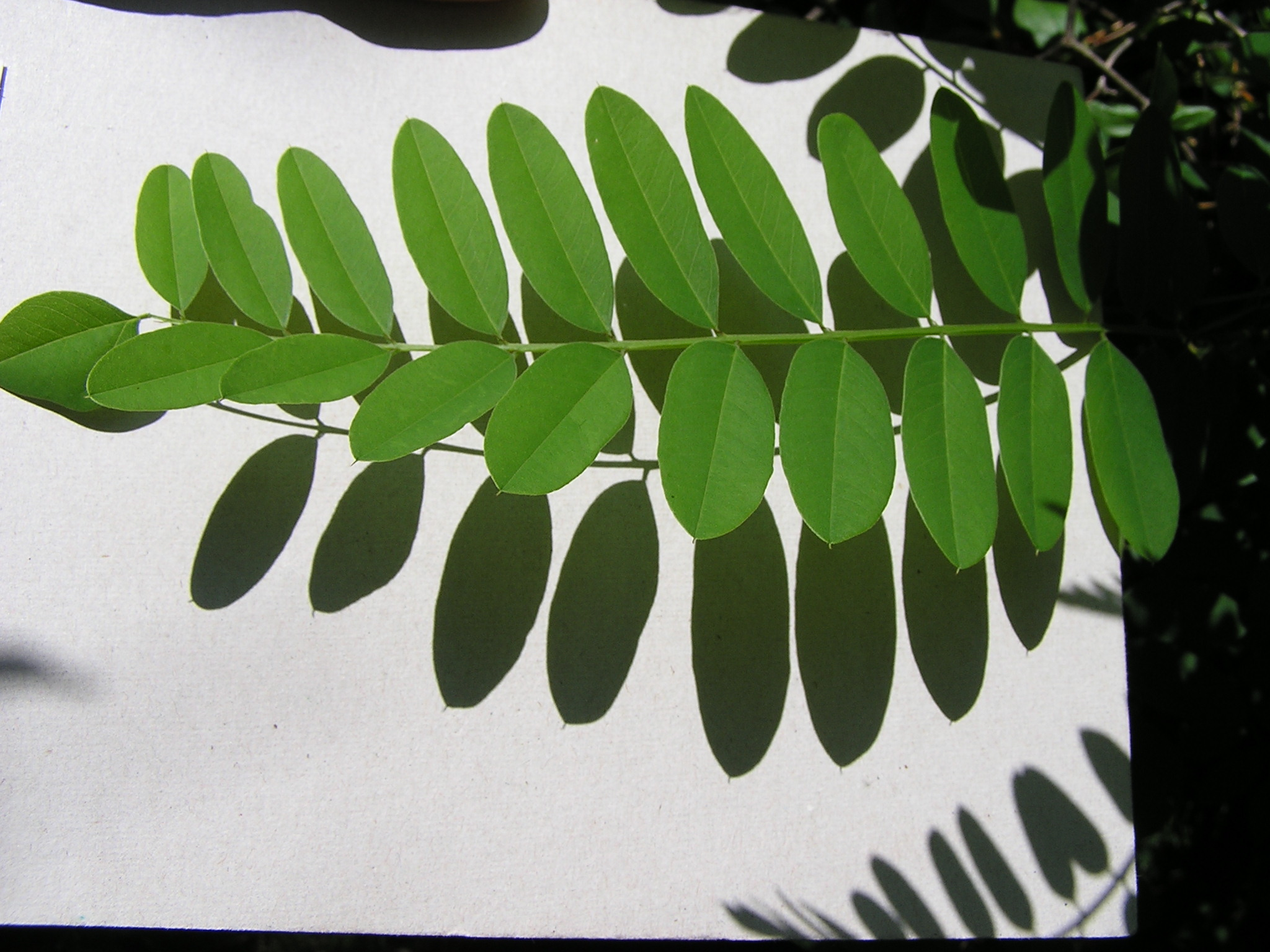
levele
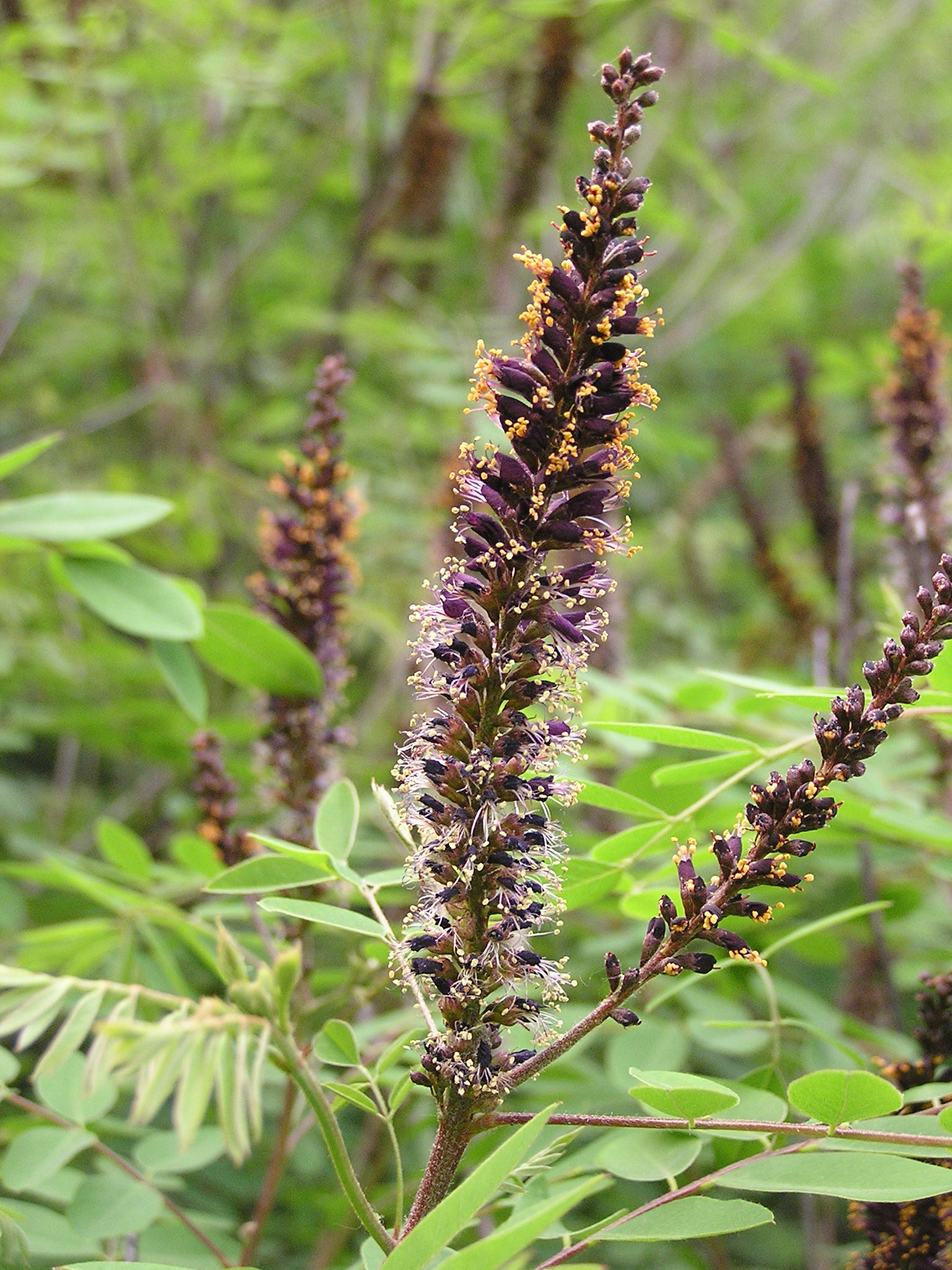
virágzata
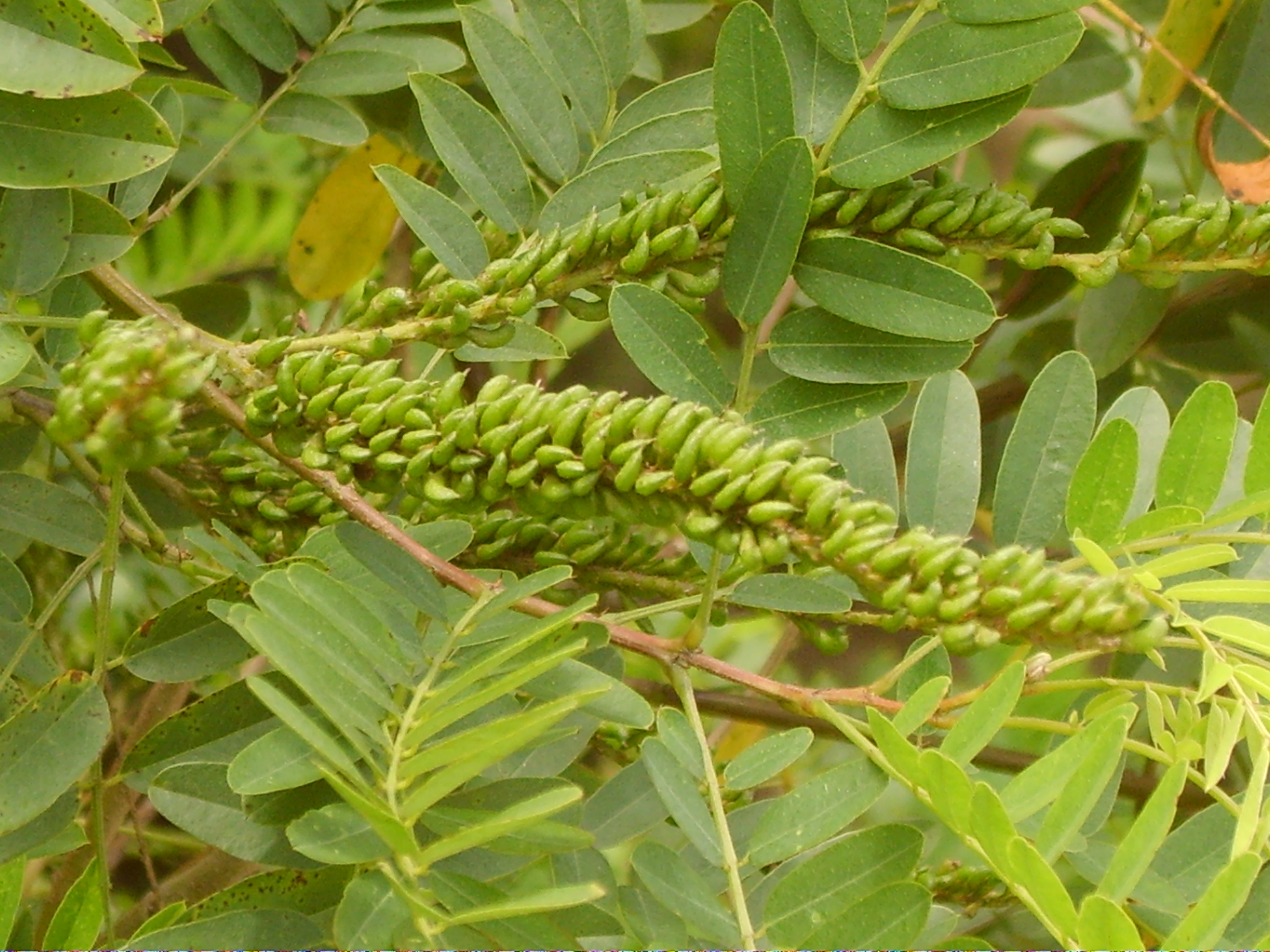
termése
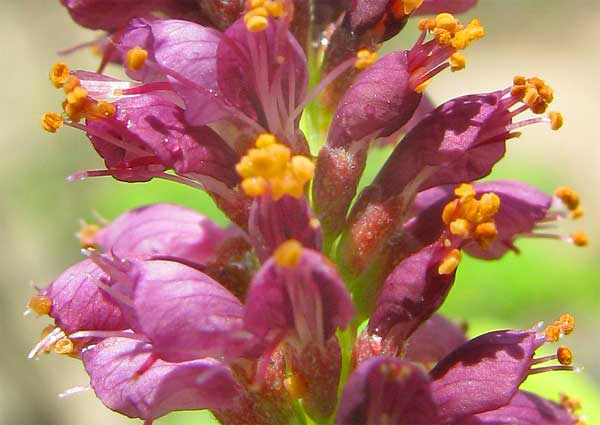
Virágai